# Gliceraldehid-3-fosfat deshidrogenasa
El gliceraldehid-3-fosfat deshidrogenasa (GADPDH) és un enzim implicat en una de les reaccions més importants de la glucòlisi o ruta d'Embden-Meyerhof, que catalitza un pas en el qual es genera el primer intermediari d'elevada energia, i, a més, genera un parell d'equivalents de reducció (en forma de NADH). La reacció global és:
D-gliceraldehid-3-fosfat + NAD + + Pi ↔ 1,2-bisfosfoglicerat + NADH + H+ {\displaystyle \Delta G^{0}=6.3{\frac {kJ}{mol}}}
Químicament, la reacció implica l'oxidació del carbonil del gliceraldehid-3-fosfat fins a un carboxil, el que és exoergònic en condicions estàndard, en la reacció in vivo, en la qual s'aprofita aquesta energia per a generar un compost d'alta energia, en canvi, la reacció és lleugerament endoergònica, ja que part d'aquesta energia queda emmagatzemada en un grup acil-fosfat, o anhídrid d'àcid carboxílic-fosfòric, que posseeix una energia lliure estàndard d'hidròlisi de {\displaystyle \Delta G^{0}=-49,4{\frac {kJ}{mol}}}. A més, l'enzim requereix el coenzim NAD+ a fi de rescatar els electrons producte de l'oxidació del substrat.